# 道の駅笹川流れ
道の駅笹川流れ（みちのえき ささがわながれ）は、新潟県村上市桑川にある国道345号の道の駅である。
観光列車「海里」の停車駅である羽越本線桑川駅と併設されている。登録日に先立つ1993年（平成5年）12月3日に開業した。

## 施設
- 駐車場
  - 普通車：48台
  - 大型車：2台
  - 身障者用：1台
- トイレ
  - 男：大 4器、小 5器
  - 女：6器
  - 身障者用：1器
- 夕日会館 - 2階には歩道橋「サンセットブリッジ」が設置されている[3]。
  - 物産販売コーナー（1階）[2]
  - 観光案内センター（1階）[2]
  - 夕日レストラン（2階）[2]
  - サンセットギャラリー（2階）
  - サンセット展望台（3階）[2]

### 管理団体
- 設置者：村上市（2008年3月まで山北町）
- 指定管理者
  - 有限会社笹川流れ夕日会館（2011年度 - 2016年度）[5]
  - 株式会社笹川流れ観光開発（2017年度 - ）[6]

## 営業時間
営業時間
- 物産販売・観光案内センター・サンセットギャラリー
  - 9:00 - 18:00（4月 - 7月中旬、9月・10月）
  - 8:30 - 19:00（7月中旬 - 8月）
  - 9:00 - 17:30（11月 - 3月）
- レストラン・サンセット展望台
  - 11:00 - 19:00（4月 - 7月中旬、9月・10月）
  - 10:00 - 20:00（7月中旬 - 8月）
  - 11:00 - 18:30（11月 - 3月）

休業日
- 毎月最終水曜日（4月 - 10月）
- 毎週水曜日（11月 - 3月）
- 年末年始（12月30日 - 1月1日）

## アクセス
- 国道345号（日本海夕日ライン） - 登録路線
- 東日本旅客鉄道（JR東日本）羽越本線 桑川駅（併設）[3][4]

## 駅周辺
- 笹川流れ[3] - 観光遊覧船の乗り場が設置されている[4]。
- 桑川海水浴場